# Castillon-en-Auge
Castillon-en-Auge település Franciaországban, Calvados megyében. Lakosainak száma 164 fő (2022. január 1.). Castillon-en-Auge Livarot-Pays-d'Auge, Mézidon-Vallée-d’Auge és Saint-Pierre-en-Auge községekkel határos.

## Népesség
A település népességének változása:
| Lakosok száma | 119  | 101  | 101  | 140  | 165  | 169  | 166  | 163  | 160  | 164  |
|               | 1968 | 1982 | 1990 | 2006 | 2013 | 2015 | 2017 | 2019 | 2020 | 2022 |